# Vjetroagregat s okomitom osovinom
Vjetroagregati s okomitom osovinom su vrsta vjetroagregata kojima je os turbinskoga kola postavljena poprečno u odnosu na vjetar (ali ne nužno okomito), dok se glavne komponente nalaze na temeljima vjetroturbine. Ovakav raspored omogućava smještaj generatora i prijenosnika snage blizu tla čime je olakšano održavanje. Vjetroagregati s okomitom osovinom ne trebaju biti direktno okrenuti prema vjetru te zato ne postoji potreba za anemometrom i zakretnikom. Glavni nedostaci ranijih konstrukcija (Savonius, Darrieus i giromill) uključuju značajne varijacije zakretnog momenta i velike momente savijanja na lopaticama. Uvijanjem lopatica u kasnijim izvedbama riješen je problem zakretnog momenta.h

## Opća aerodinamika
Rezultirajući vektor brzine, {\displaystyle {\vec {W}}}, je zbroj vektora neporemećene struje zraka, {\displaystyle {\vec {U}}}, i vektora brzine lopatice, {\displaystyle -{\vec {\omega }}\times {\vec {R}}}.
{\displaystyle {\vec {W}}={\vec {U}}+\left(-{\vec {\omega }}\times {\vec {R}}\right)}
Maksimalna brzina se postiže za {\displaystyle \theta =0{}^{\circ }}, a minimalna za {\displaystyle \theta =180{}^{\circ }}, gdje je {\displaystyle \theta }  azimutalna ili orbitalna pozicija lopatica. Napadni kut, {\displaystyle \alpha }, je kut između nadolazećih strujnica zraka, W, i tetive aeroprofila. 
S geometrijskog gledišta, rezultirajuća brzina i napadni kut se računaju na sljedeći način:
{\displaystyle W=U{\sqrt {1+2\lambda \cos \theta +\lambda ^{2}}}}

{\displaystyle \alpha =\tan ^{-1}\left({\frac {\sin \theta }{\cos \theta +\lambda }}\right)}
Gdje je {\displaystyle \lambda ={\frac {\omega R}{U}}} omjer vršnih brzina.
Komponente rezultirajuće aerodinamičke sile su uzgon (F_L) - otpor (D) ili normalna (N) - tangencijalna (T) komponenta. Aerodinamički pojmovi „uzgon“ i „otpor“ odonose se na sile duž (otpor) i okomito na (uzgon) na neporemećenu brzinu. Normalna komponenta sile djeluje radijalno, a tangencijalna u smjeru brzine lopatice, okrečući je. Uzgon i otpor su korisni kad se bavimo aerodinamičkim silama oko lopatice (npr. granični sloj), a ako se radi o npr. umoru materijala, prikladnije je raditi u okviru normalnih i tangencijalnih sila. Koeficijenti uzgona i otpora profila su normalizirani dinamičkim tlakom relativnog toka zraka, a normalni i tangencijalni koeficijenti dinamičkim tlakom neporemećenog strujanja zraka.
{\displaystyle C_{L}={\frac {F_{L}}{{1}/{2}\;\rho AW^{2}}}{\text{     }};{\text{     }}C_{D}={\frac {D}{{1}/{2}\;\rho AW^{2}}}{\text{      }};{\text{      }}C_{T}={\frac {T}{{1}/{2}\;\rho AU^{2}R}}{\text{      }};{\text{     }}C_{N}={\frac {N}{{1}/{2}\;\rho AU^{2}}}}
A = Površina 
R = Polumjer turbine
The amount of power, P, that can be absorbed by a wind turbine:
{\displaystyle P={\frac {1}{2}}C_{p}\rho A\nu ^{3}}
Gdje je {\displaystyle C_{p}} koeficijent snage, {\displaystyle \rho } gustoća zraka, {\displaystyle A} površina, and {\displaystyle \nu } brzina vjetra.

## Prednosti vjetroagregata s okomitom osovinom
Vjetroagregati s okomitom osovinom nude mnoge prednosti u odnosu na tradicionalne vjetroagregate s horizontalnom osovinom:
- Jednako su učinkovite neovisno o smjeru puhanja vjetra i ne trebaju sustav za njegovo praćenje. To ih čini pouzdanijima zbog činjenice da ne zahtijevaju kompleksne mehanizme za okretanje vjetroturbine.
- Prijenosnik snage vjetroagregata s okomitom osovinom ima dosta manju dinamičku izdržljivost od prijenosnika snage vjetroagregata s horizontalnom osovinom. Ako je potrebno, zamjena je jeftinija i jednostavnija jer je prijenosnik blizu tla što ga čini lako dostupnim. To znači da nema potrebe za dizalicom ili nekom drugom velikom opremom na samoj lokaciji, što smanjuje troškove i utjecaj na okoliš. Kvarovi motora i prijenosnika snage općenito povećavaju radne troškove i troškove održavanja vjetroagregata s horizontalnom osovinom i na kopnu i na moru.
- Tvrdnje o neučinkovitosti su opovrgnute činjenicom da su vjetroagregati s okomitom osovinom sposobni iskoristiti jak, mahovit vjetar za razliku od vjetroagregata s horizontalnom osovinom kod kojih snažan vjetar smanjuje dinamičku izdržljivost.
- Vjetroagregati s okomitom osovinom se mogu koristiti svrdlanim pilotima za duboko temeljenje, omogućujući veliko smanjenje troškova emisija ugljičnog dioksida kao i smanjenje cestovnog prijevoza betona tijekom instalacije. Na kraju svog životnog vijeka, mogu se u potpunosti reciklirati.
- Proizvodnja krila Darrieusove vjetroturbine je jednostavnija od proizvodnje lopatica vjetroagregata s horizontalnom osovinom, koji imaju puno kompleksniji oblik i strukturu.
- Vjetroagregati s okomitom osovinom se mogu gušće grupirati u vjetroparkove, povećavajući proizvedenu snagu po jedinici površine zemljišta.
- Vjetroagregati s okomitom osovinom mogu biti istalirani ispod postojećih vjetroagregata s horizontalnom osovinom, povećavajući učinkovitost (izlaznu snagu) već postojećeg vjetroparka.[4]
- Istraživanje na Caltechu je pokazalo da pažljivo osmišljen vjetropark s vjetroagregatima s okomitom osovinom može imati deset puta veću izlaznu snagu od vjetroparka iste veličine, ali s vjetroagregatima s horizontalnom osovinom.[5]

## Nedostaci vjetroagregata s okomitom osovinom
Većina nedostataka vjetroagregata s okomitom osovinom prevladana je korištenjem modernih kompozitnih materijala i poboljšanjem tehnologije proizvodnje i konstrukcija.
Lopatice vjetroagregata s okomitom osovinom su bile sklone zamoru materijala zbog velikih razlika između sila koje se javljaju tijekom svake rotacije. Taj problem je riješen korištenjem modernih kompozitnih materijala, poboljšavanjem konstrukcijskih rješenja i upotrebom lopatica aerodinamičnog profila. Okomito postavljene lopatice korištene u prošlosti uvijale su se i savijale tijekom svakog okreta, što je rezultiralo lomom. S vremenom bi te lopatice pucale. Vjetroagregati s okomitom osovinom su se pokazali manje pouzdanima od vjetroagregata s horizontalnom osovinom. Današnjim modelima vjetroagregata s okomitom osovinom riješeni su mnogi problemi povezani s ranijim konstrukcijama. Međutim, ostalo je još posla. Jedan od glavnih izazova predstavlja dinamička izdržljivost lopatica pri brzom mijenjanju napadnoga kuta.

## Primjene
Američka tvrtka Mariah Power je početkom 2000. razvila Windspire, mali vjetroagregat s okomitom osovinom namijenjen pojedinčanoj (dom ili ured) upotrebi. Tvrtka je objavila da je nekoliko jedinica instalirano diljem SAD-a do lipnja 2008.
Arborwind, kompanija sa sjedištem u Ann-Arboru (Michigan, SAD), prozvodi mali patentirani vjetroagregat s okomitom osovinom koji od 2013. postavljen na više lokacija diljem SAD-a.
U 2011. znanstvenici iz Sandia National Laboratories započeli su petogodišnje istraživanje o primjeni vjetroagregata s okomitom osovinom za priobalne vjetroelektrane. Istraživači su zaključili: „Ekonomika priobalnih vjetroelektrana je drugačija od kopnenih zbog izazova pri ugradnju i u funkcioniranju. Vjetroagregati s okomitom osovinom nude tri velike prednosti koje mogu smanjiti troškove energije vjetra: niže težište turbine, manja složenost stroja i bolja skalabilnost pri većim veličinama. Niže težište znači poboljšanje stabilnosti na vodi i manje opterećenje zbog gravitacije. Osim toga, pogon vjetroagregata s okomitom osovinom je blizu površine što olakšava i ubrzava održavanje. Manje dijelova, manja opterećenja i jednostavnije održavanje, sve to vodi smanjenju troškova.“
Početkom 2010. John Dibri, profesor aeronautike s Caltecha, izradio je demonstracijski projekt s 24 vjetroagregatske jedinice s okomitom osovinom u južnoj Kaliforniji. Njegova je konstrukcija inkorporirana u vjetropark s 10 vjetroagregatskih jedinici koji je izgrađen 2013. u Igiugigu, selu na Aljaski.
Dulas (Anglesey) je u ožujku 2014.godine dobio dozvolu za instalaciju prototipa vjetroagregata s okomitom osovinom na lukobranu Port Talbota. Turbina ima nov dizajn, za koji je zaslužan C-FEC, tvrtka sa sjedištem u Walesu, te će isti biti na probnom roku od dvije godine.
Dynasphere je Michael Reynoldsova četvrta generacija vjetrenjača s okomitom osi. Te vjetrenjače imaju dva 1,5 kW generatora i mogu proizvesti struju na vrlo niskim brzinama.